# Pavlohrad
Pavlohrad (ukrajinsky Павлоград, rusky Павлоград, Pavlograd) je průmyslové město na středovýchodní Ukrajině. Je sídlem Pavlohradského rajónu Dněpropetrovské oblasti a střediskem Západního Donbasu. Leží na řece Vovča, asi 75 km východně od oblastní metropole Dnipra. Žije zde přibližně 101 tisíc obyvatel.

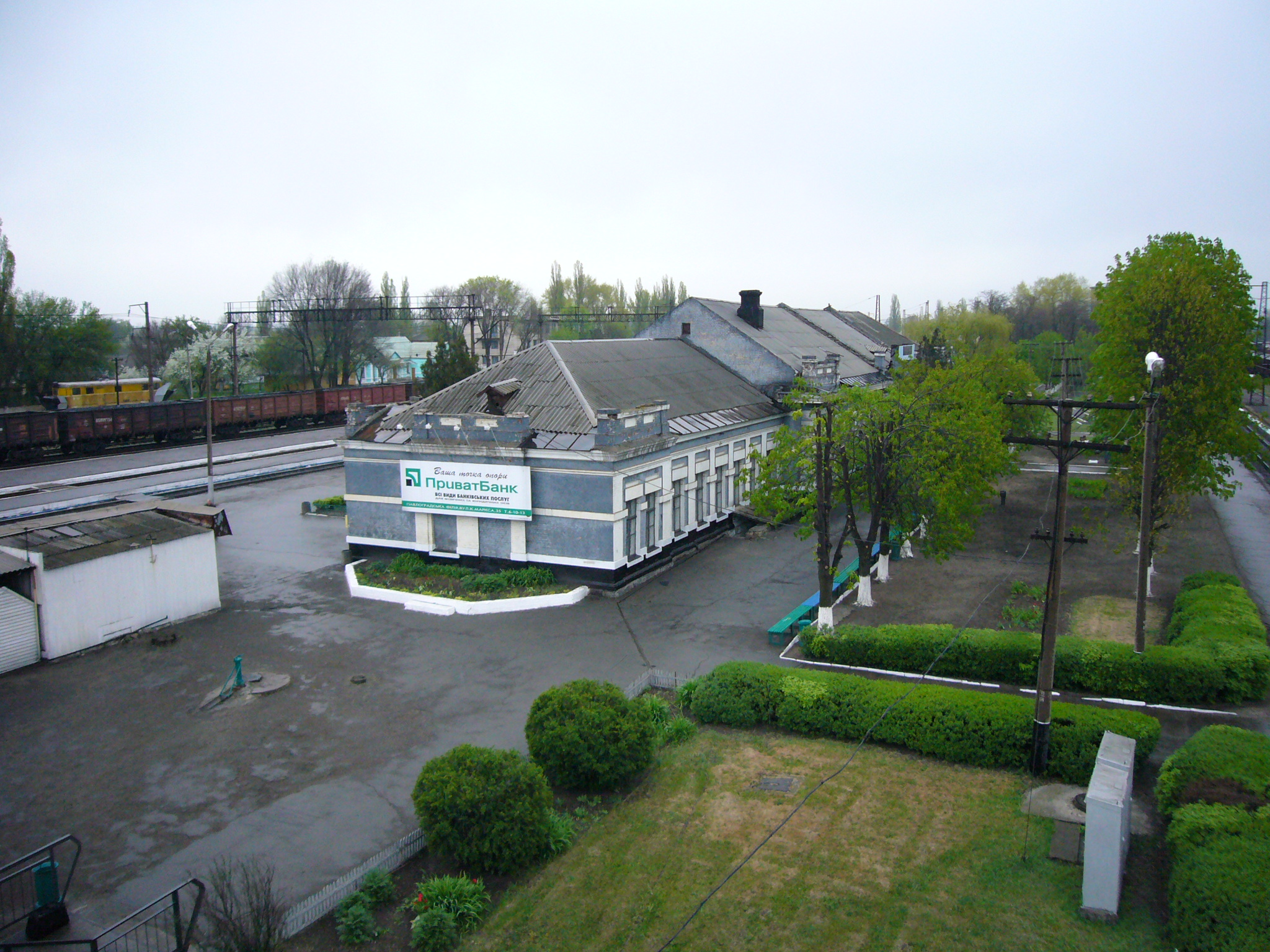
Nádraží

Město bylo založené na konci 18. století a pojmenované po carovi Ruského impéria Pavlovi I. V té době byly oblasti přiléhající Krymskému chanátu dobyté Ruským impériem, a na jejich místě byla založená oblast Nová Rus - Novorusko kde Rusko začalo s výstavbou nových měst jako Sevastopol, Oděsa, Jekatěrinoslav. Rozvoj nastal koncem 19. století se stavbou železnice spojující Moskvu a Krym (která se zde setkává se severní větví tratě Kyjev–Luhansk) a především s těžbou uhlí, která prudce vzrostla po Velké vlastenecké válce. Místní společnost Pavlohradvuhillja (rusky Pavlogradugol) produkuje v 10 šachtách 15 % ukrajinského uhlí.

## Historie
Původně v tomto místě v roce 1770 založili kozáci zimoviště, ze kterého později vybudovali farmu. V roce 1779 byl okolo farmy vykopán příkop a tak toto místa získalo status města. V roce 1784 se toto město stalo oblastním městem dnešní Dněpropetrovské oblasti. Koncem 19. století došlo k velkému rozvoji města. V Pavlohradě byly trhy s obilím a Pavlohradský chleba byl tak oblíbený, že se vyvážel. Ve městě přibylo hodně fabrik a bylo zde v roce 1897 12 škol. Město bylo uzpůsobováno k tomu, aby mohlo fungovat i jako vojenská pevnost v případě napadení Ruského Impéria. V 70. letech 19. století byl Pavlohrad napojen na železniční trať spojující Simferopol a Sankt-Petěrburg. 18. prosince 1917 byl Pavlohrad dobyt, ale v lednu 1920 se ho podařilo znovu získat zpět Sovětskému svazu. Od 11. října 1941 do 18. září 1943 byl okupován nacistickým Německem. V únoru 1943 nastalo v Pavlohradě povstání proti okupaci a okupanty se podařilo na pět dní vyhnat, ale poté bylo povstání potlačeno. Od 50. let 20. století byl Pavlohrad významným městem v Donbase. V 60. až 80. letech byly v tomto městě vyráběny balistické rakety dlouhého doletu.